# Marcel Wanders

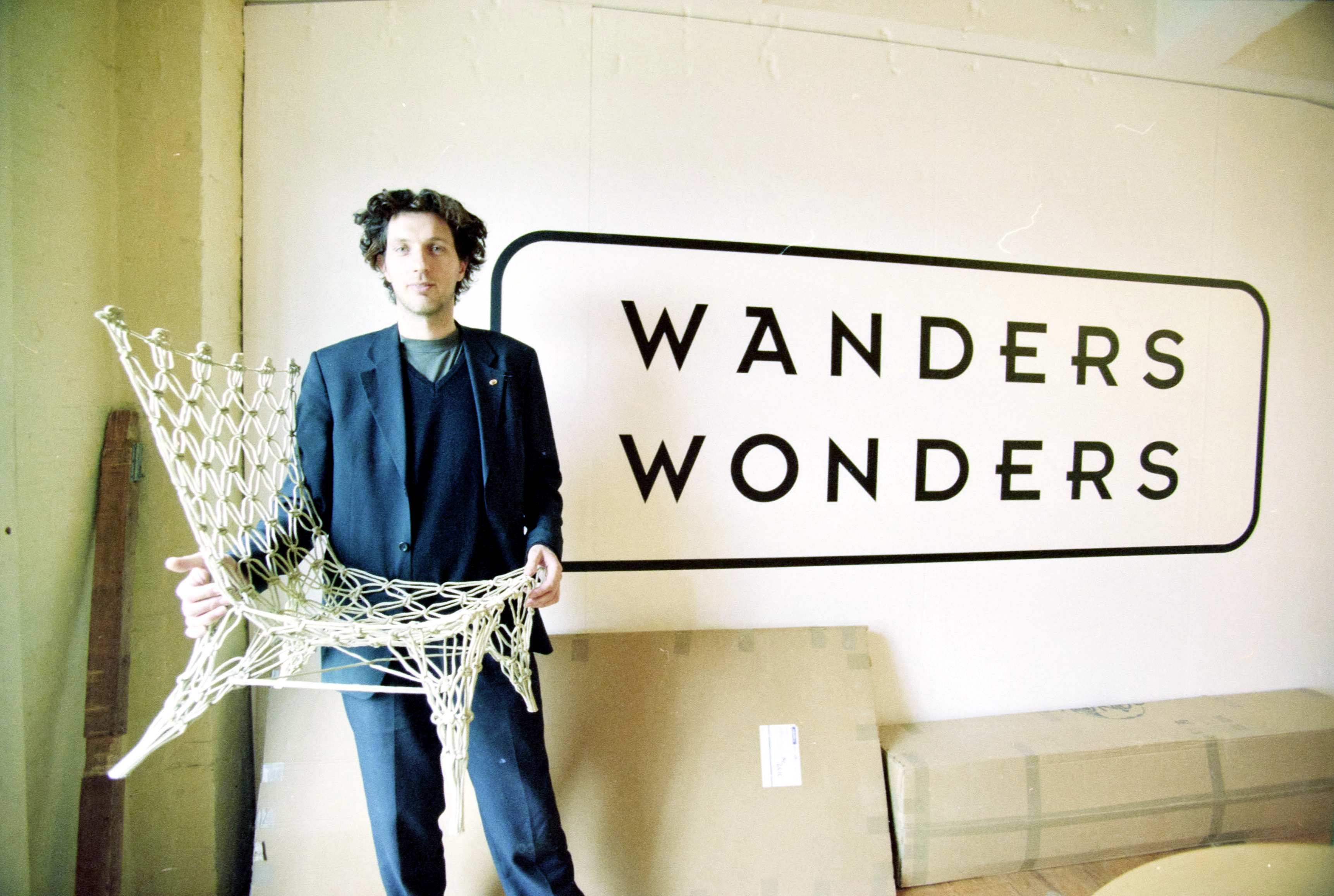
Wanders in 1998.

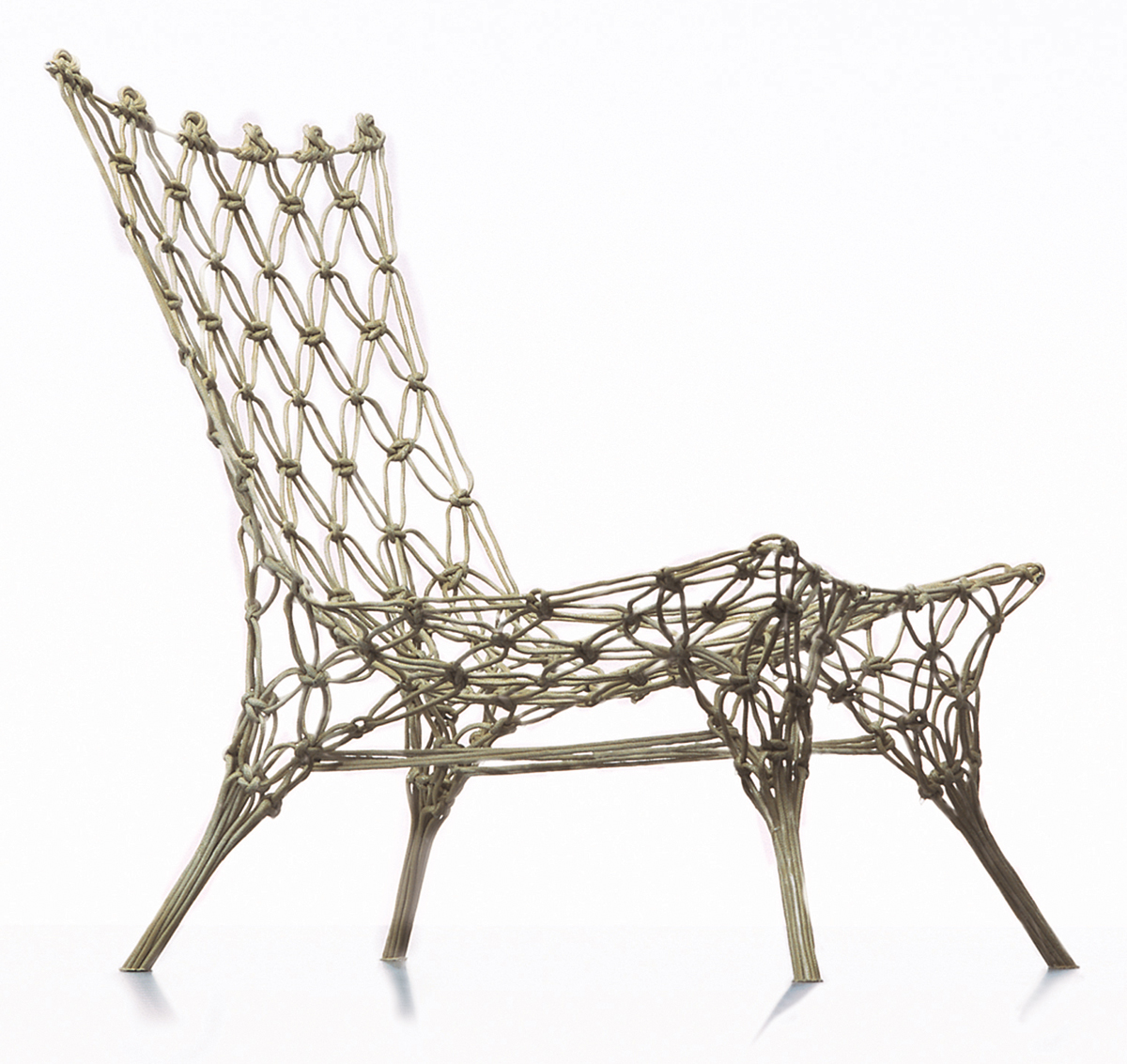
Knotted Chair uit 1995

Marcel Wanders (Marcel Theodorus Leonardus Gijsbertus, Boxtel, 2 juli 1963) is een Nederlands industrieel ontwerper. Hij is medeoprichter en artdirector van het designlabel Moooi (voorheen Wanders Wonders) in Breda. Daarnaast heeft Wanders een eigen ontwerpstudio, waar hij werkt voor verschillende internationale meubelmerken.

## Levensloop en ontwerpen
Wanders volgde opleidingen in Eindhoven, Arnhem, Maastricht en Hasselt en studeerde uiteindelijk cum laude af aan de kunstacademie in Arnhem. In 1994 werkte Wanders samen met Dinie Besems aan het project 'Geheim Verbond - oesters & zwijnen'. 
Hij brak door in 1996 met zijn Knotted Chair, een stoel van versterkt touw die hij (in  samenwerking met de Technische Universiteit Delft) voor Droog Design ontwierp. Dit ontwerp is opgenomen in de collectie van het Museum of Modern Art (MoMa) in New York. Ook won hij met de stoel in 1997 de publieksprijs van de Designprijs Rotterdam.
Wanders werd in 2002 door het Amerikaanse tijdschrift Businessweek opgenomen in een lijst van 50 Stars of Europe. In 2005 was hij redacteur van het Design Yearbook. Hij won in 2005 een prijs voor de mede door Wanders ontworpen Carbon chair in de Elle Decoration International Design Awards, en het jaar daarop won hij de prijs voor Designer of the Year in de Elle Decoration International Design Awards.
Hij ontwierp het 440 bladzijden tellende en 35 kilo wegende boek RIJKS, Masters of the Golden Age, dat een grote collectie speciale foto's bevat van de ruim 60 schilderijen uit de Eregalerij van het Rijksmuseum Amsterdam, uitgegeven als Limited Edition, als Unique Art Edition en als een kleiner en lichter koffietafelboek.
Wanders ontwierp het bestek Jardin d'Eden, een wandklok en een stoel voor het Franse bedrijf Christofle.

## Werk in openbare collecties (selectie)
- Rijksmuseum Amsterdam[1]
- Stedelijk Museum, Amsterdam
- Centraal Museum, Utrecht.
- Museum Boijmans Van Beuningen, Rotterdam[2]
- Museum of Modern Art, New York
- Museum Arnhem
- Musée national d'art moderne, Parijs[3]
- Stedelijk Museum 's-Hertogenbosch
- Victoria and Albert Museum, Londen

## Tentoonstellingen (selectie)
- 2014 - Marcel Wanders: Pinned Up, 25 jaar vormgeving, Stedelijk Museum Amsterdam